# Cascina Garegnano
La cascina Garegnano è una cascina di Milano, situata in Via Bisceglie, 83 a Lorenteggio.

## Storia
Le sue origini risalgono al XIV secolo ed era posizionata lungo una diramazione della Via Francigena nei pressi della certosa omonima. Viene citata dalla carta del Claricio del 1659, a quei tempi costituiva una sola struttura con la vicina cascina Garegnanino. Era completata da un oratorio, ultima testimonianza dell'antico monastero di San Maria di Garegnano, importante monastero di origine torriana dedicato alla Madonna.

## Architettura
Architettonicamente è una corte lombarda a forma di "U" e con due piani. I solai sono in legno, mentre la restante parte degli edifici è in mattoni con tetto a due falde in tegole. Degno di nota è la stalla, avente un fienile nel piano superiore, che è a tutto sesto. La cascina ha subito interventi edilizi nel corso del XX secolo che non ne hanno pregiudicato l'aspetto di edificio rurale tradizionale.